# Julián Andiano
Julián Andiano Eguiguren, nacido el 28 de noviembre de 1951 en Rentería, es un ciclista español, que fue profesional de 1975 a 1980.

## Palmarés
1973
- 1 etapa del Trofeo Peugeot del Porvenir

1976
- Campeón de España por Regiones

1977
- 1 etapa de los Tres Días de Leganés

1979
- 1 etapa de la Vuelta a los Valles Mineros

## Resultados en las grandes vueltas
| Carrera         | 1975 | 1976 | 1977 | 1978 | 1979 | 1980 |
| --------------- | ---- | ---- | ---- | ---- | ---- | ---- |
| Giro de Italia  | -    | 14º  | 71.º | -    | -    | -    |
| Tour de Francia | Ab.  | -    | Ab.  | Ab.  | -    | -    |
| Vuelta a España | -    | 23º  | -    | -    | 10º  | -    |
| Mundial en Ruta | -    | -    | 12º  | -    | -    | -    |

-: no participa

Ab.: abandono

F.c.: descalificado por "fuera de control"